# Sirguera
Sirguera o sirgueras (de sirga y el sufijo -era) eran las mujeres que tiraban de las embarcaciones a través de una sirga, cabo empleado para tirar de las embarcaciones desde tierra. Fue un empleo bastante común durante el siglo XIX en el País Vasco. En un principio, este empleo estaba prohibido para las mujeres por el gran esfuerzo que requería. Sin embargo, debido a las Guerras Carlistas la mayoría de hombres tuvieron que marchar y fueron las mujeres las que pasaron a desempeñar esta labor. Además, el trabajo de las mujeres resultaba más económico que el uso de bueyes. Bilbao homenajea a estas trabajadoras con una escultura de Dora Salazar situada junto a la ría, mientras que en Olabeaga se dio su nombre a una de las calles del barrio en 2017. El director Fernando Bernal estrenó una película en el año 2006 con el título de Zirgariak.

## Historia
Bilbao en el año 1300 consiguió el título de «villa» lo que hizo que de inmediato la ría tomara una gran importancia. De hecho, en el año 1310 cuando murió el Señor de Vizcaya, su sobrina María Díaz de Haro, impuso una nueva fuerza regional, la ría se convertiría en el eje de la economía. De hecho, de acuerdo con el fuero todos los productos procedentes de Orduña en vez de ir a Bermeo tenían que pasar por Bilbao obligatoriamente, y no sólo eso, cuando los productos pasaban de Orduña a Vizcaya, los productos sólo se podían vender en Bilbao. Sin embargo, en aquel entonces la ría de Bilbao no se parecía a la que conocemos hoy. Sólo llegaba hasta el barrio de «La Peña», lleno de arena y marismas, lo que dificultaba su uso. Por desgracia, las obras de higiene de la ría de Bilbao no pudieron iniciarse hasta años más tarde por las guerras carlistas. Entre 1833 y 1840 fue la primera guerra carlista que creó problemas en la Sucesión Española. Los liberales lucharon contra las tropas carlistas. Los carlistas mataron a muchos hombres gracias a las tropas del general Tomás de Zumalakarregi. Durante las trifulcas Zumalakarregi fue asesinado lo que hizo que perdieran popularidad, y que cada vez se debilitaran más. Como resultado, los liberales se pusieron al frente de la guerra y hasta llegar a terminar con los carlistas. El lema de Muñagorri (Foro de la Paz) se hizo famoso por ser la solución para poner fin a la guerra. De hecho, los perdedores fueron puestos en libertad y se facilidades para llevar a cabo sus puestos militares al ejército liberal.
Una vez terminadas las guerras Carlistas la situación volvió a su ser, comenzaron las obras para habilitar la ría, junto con la creación de puertos. Por desgracia, estos esfuerzos no fueron suficientes y muchos barcos no fueron capaces de salir del puerto de Portugalete. Debido a este hecho, se utilizaron embarcaciones más pequeñas (gabarras y txalupas) que iban hasta puertos cercanos o hasta los buques mercantes para llevar los productos hasta la ciudad. En algunos casos, no podían pasar por el pueblo «El Abra» y también se usaban para llevar hasta allí la carga. Pero a menudo era difícil continuar el viaje en estas pequeñas embarcaciones por lo que era necesario ayudarse con una cuerda que iba por la tierra para moverse. Eran los sirgueros los que cumplían esta función.

### Desarrollo
Los primeros sirgueros oficiales fueron los bueyes cerca del año 1796. Hasta ese mismo año, el consulado de Bilbao permitía la sirga libre, esto quiere decir, cuando la tripulación de los barcos se dirigía hacia ese trabajo o a sus alrededores, necesitaban la ayuda de personas y la fuerza de los animales.
Sin embargo, por esas fechas, una empresa de propietarios de bueyes de Erandio, le ofreció al consulado el servicio oficial de sus animales y éste lo aceptó, siendo así regulado por primera vez el servicio de los sirgueros.
Según la nueva normativa, una cantidad exacta de trabajo se fijó y se contrataron personas para dirigir a los animales. De esta forma, estas personas también cobrarían dinero. Además, se les daba la posibilidad de controlar las nuevas normativas del consulado desde el puerto. Para hacer los trabajos de sirga, se contrataban animales y personas de un modo oficial.
Por otro lado, aunque las normativas estén muy a favor de decir la verdad, no fueron muy verdaderas porque necesitaban contratar a mucha gente y todos los servicios se tenían que controlar. Por eso, en 1889, aparecieron las naves de vapor y la sirga de los bueyes desapareció porque las naves hacían su trabajo.
De este modo, el nuevo sistema de las naves de vapor apareció en la Ría de Bilbao. Salían dos naves desde El Arenal, las llamadas “Algorta” y “Socorro”, cada una con un patrón, un maquinista, dos herreros, un marinero y dos técnicos.
Este nuevo sistema apareció en la época de explotación del hierro. Este material era adecuado para utilizarlo en los hornos Bessemer ya que era el hierro de Vizcaya porque otros no tienen ese tipo de hierro y por eso la demanda subió. Tal fue así que también hizo que subiera el tráfico de naves por la Ría (La Barbiera, 2006). Por otro lado, aunque la sirga de los bueyes parecía que había desaparecido, ésta, perduró. Al subir la cantidad de las naves que subía por la ría, se necesitaban más servicios para llevar las cantidades y ésta función la podían cumplir los sirgueros.
La mayor parte de los servicios de sirgueros eran femeninos y la mayor parte de ellos eran más baratos que los de las naves de vapor. Además, se podían contratar en ese momento, no como en el caso de otros. El recorrido más común de los sirgueros era por el barrio Viejo de la Farmacia. La nave llevaba hasta el puerto viejo de barrio “Sendeja”, pero lo llevaban a lo largo de Elorrieta porque el recorrido era difícil.
Así pues, las mercancías de las naves también las llevaban las góndolas. Esas góndolas se llamaban Carroza y para pasar por Portugalete, necesitaban ser movidos por los sirgueros en algún momento del trayecto. Los sirgueros eran una asociación laboral y tenía un gremio propio. Sin embargo, no se necesitaba ninguna preparación para hacer ese trabajo (los servicios se necesitaban en el momento) y el gremio no protegía mucho a los trabajadores. De este modo, como sirguero había mucho trabajo, en el momento se recibía el premio del dinero y cada vez más mujeres empezaban a trabajar. Por lo tanto, los trabajadores cada vez recibían más dinero.

## Premios y reconocimientos
Aunque no hay muchas curiosidades que se puedan mencionar en cuanto a los sirgueros, de las que hay, una de ellas es que se les puso un apodo peyorativo. Se les llamaba “ganapanes” por sus condiciones laborales. Las sirgueras, no recibían sueldos para llevar a cabo necesidades de preparación, por lo que muchas veces trabajaban únicamente para comer ese mismo día. Por eso los llamaban así, porque trabajaban para comprar el pan un día de mucho trabajo.
Por otro lado, es también importante el cambio de su personalidad. En los dichos de los marineros, los sirgueros antes de empezar estaban alegres, limpios y cantaban mientras trabajaban en el puerto en la explotación del hierro. Pero, cuando la demanda subió y sus condiciones laborales empeoraron, su carácter también cambió. Pasaron de ser alegres a ser los del mal humor, de limpios a sucios y con harapos y de ser formales a ser unos desvergonzados.
Para finalizar, todos los años, la asociación el ‘Gentil’ menciona en una obra de teatro el honor de los sirgueros en Getxo. Esta obra de teatro fue presentada en el año 1879 en una revista, donde un sirguero tiene un accidente en el puerto y un herrero le ayuda y de este modo se denuncia la situación de los sirgueros. En la obra de teatro también se añadieron cantes y bailes.
En diciembre de 2016 el ayuntamiento de Bilbao puso en honor a su memoria el nombre a una calle en la zona de Olabeaga, Las sirgueras.
El 30 de abril de 2021 se inauguró un grupo escultórico creado por Dora Salazar, Las sirgueras, compuesto por cuatro figuras de sendas mujeres de 2,5 metros de alto y 70 centímetros de ancho. En su conjunto, suman 9 metros de largo. Se encuentra situado junto a la Ría de Bilbao, y se ha erigido en reconocimiento de la importancia del trabajo de estas mujeres.

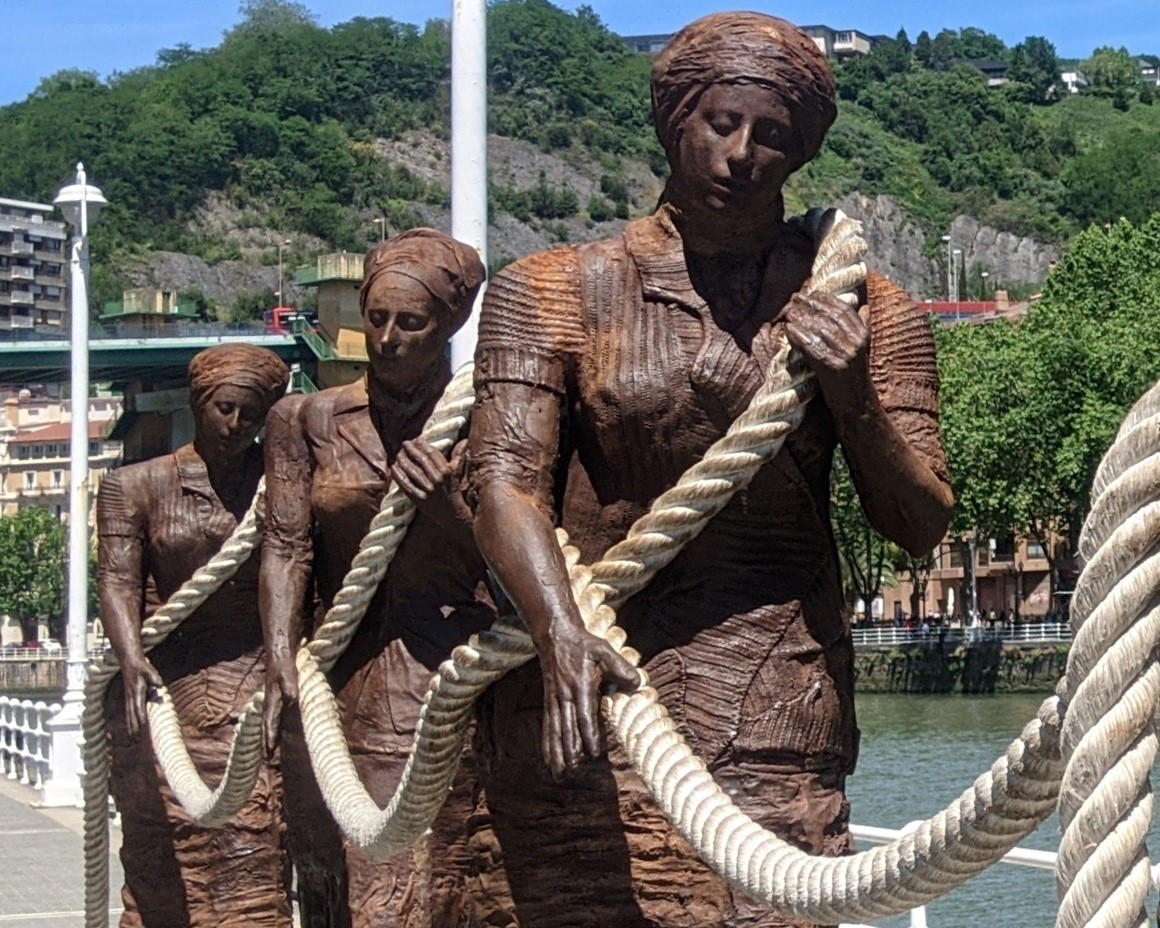
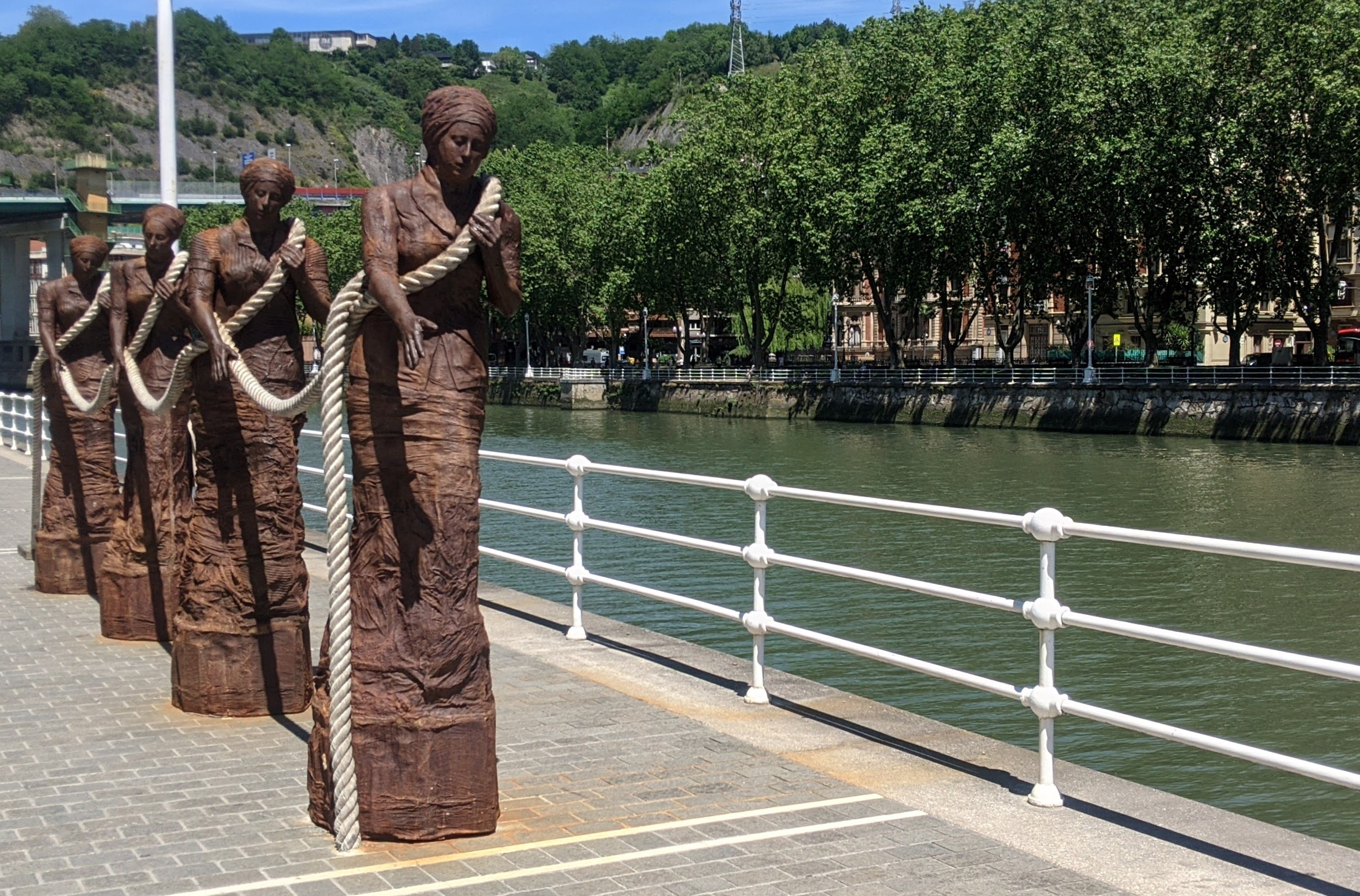
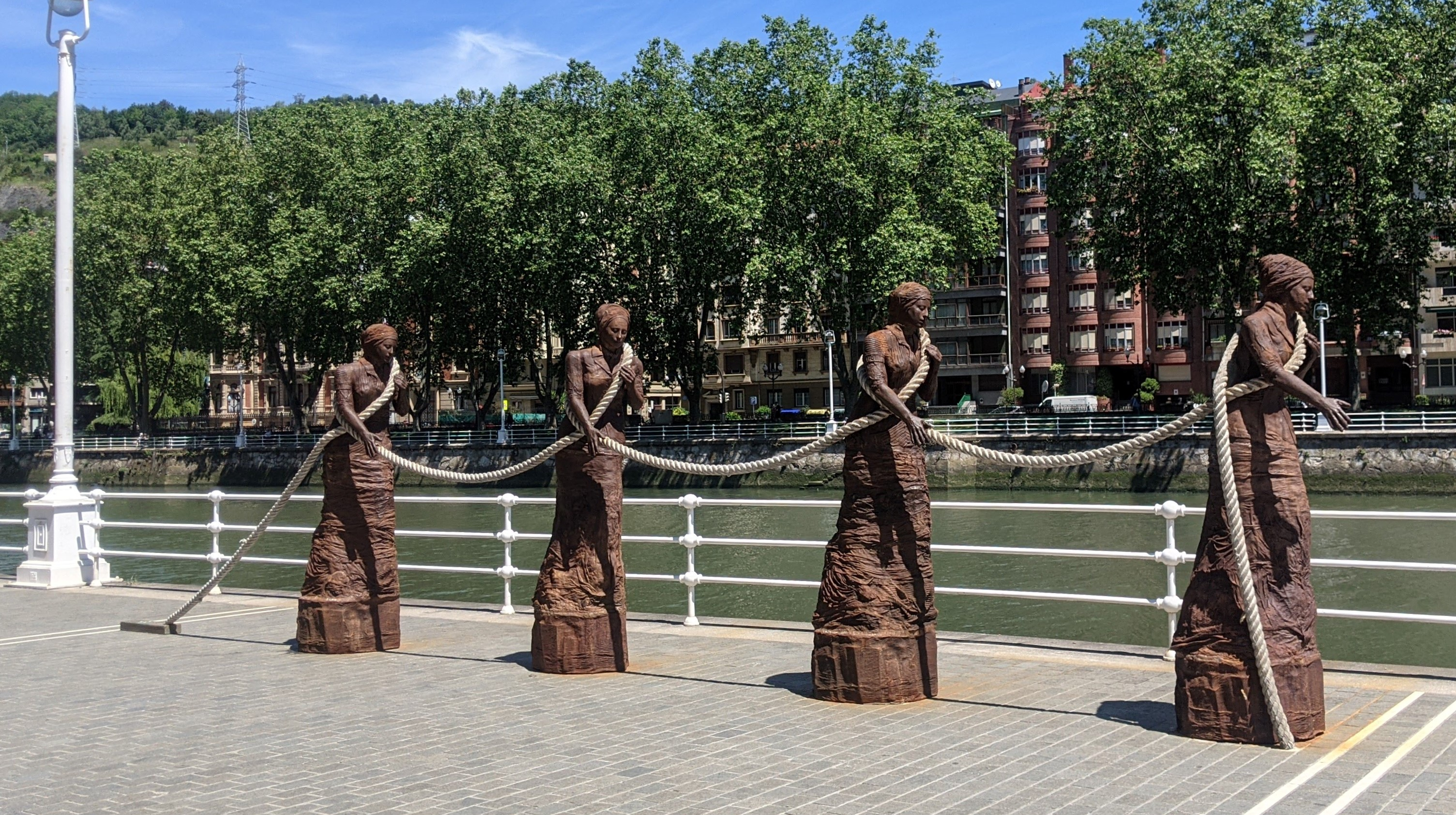
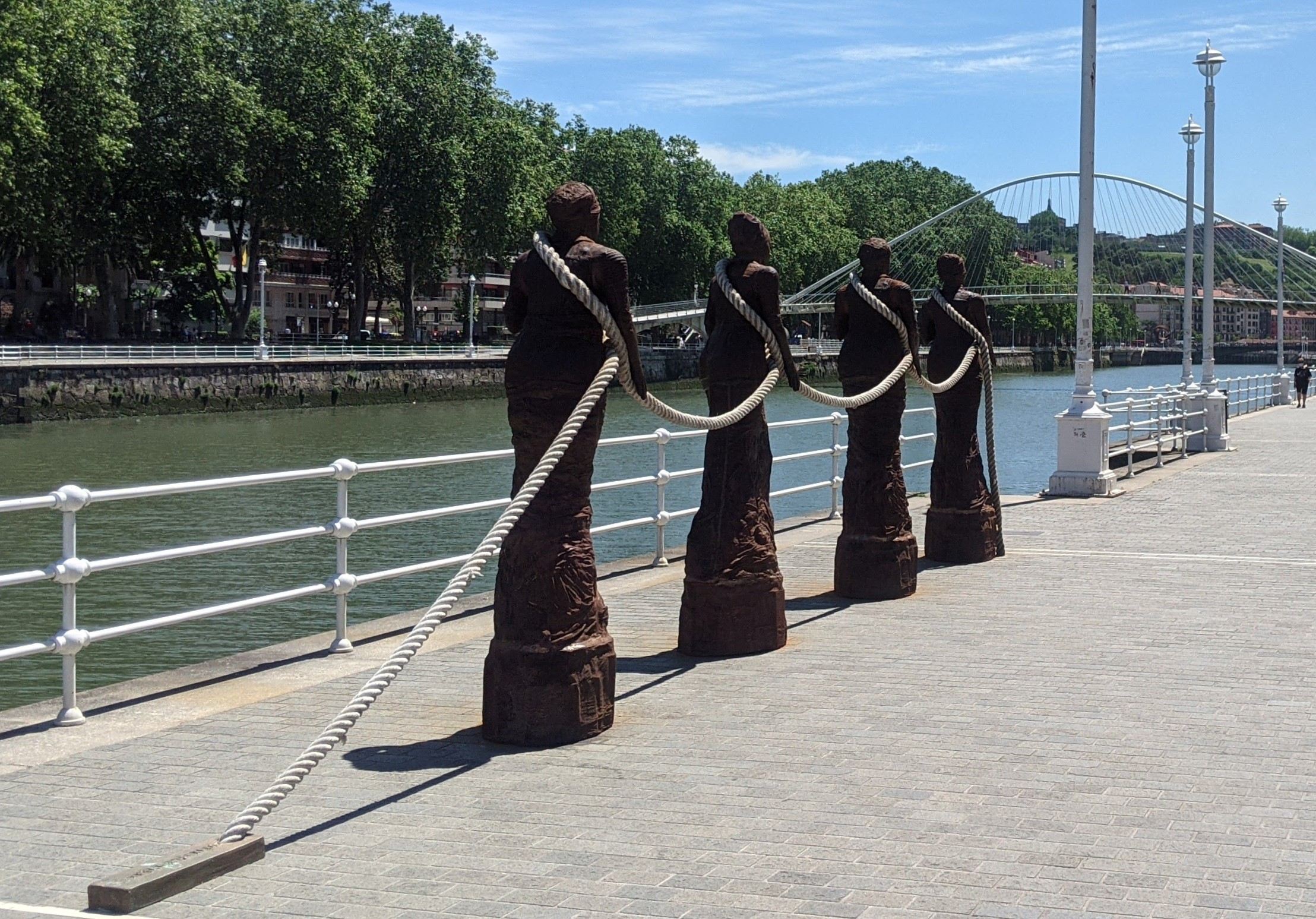
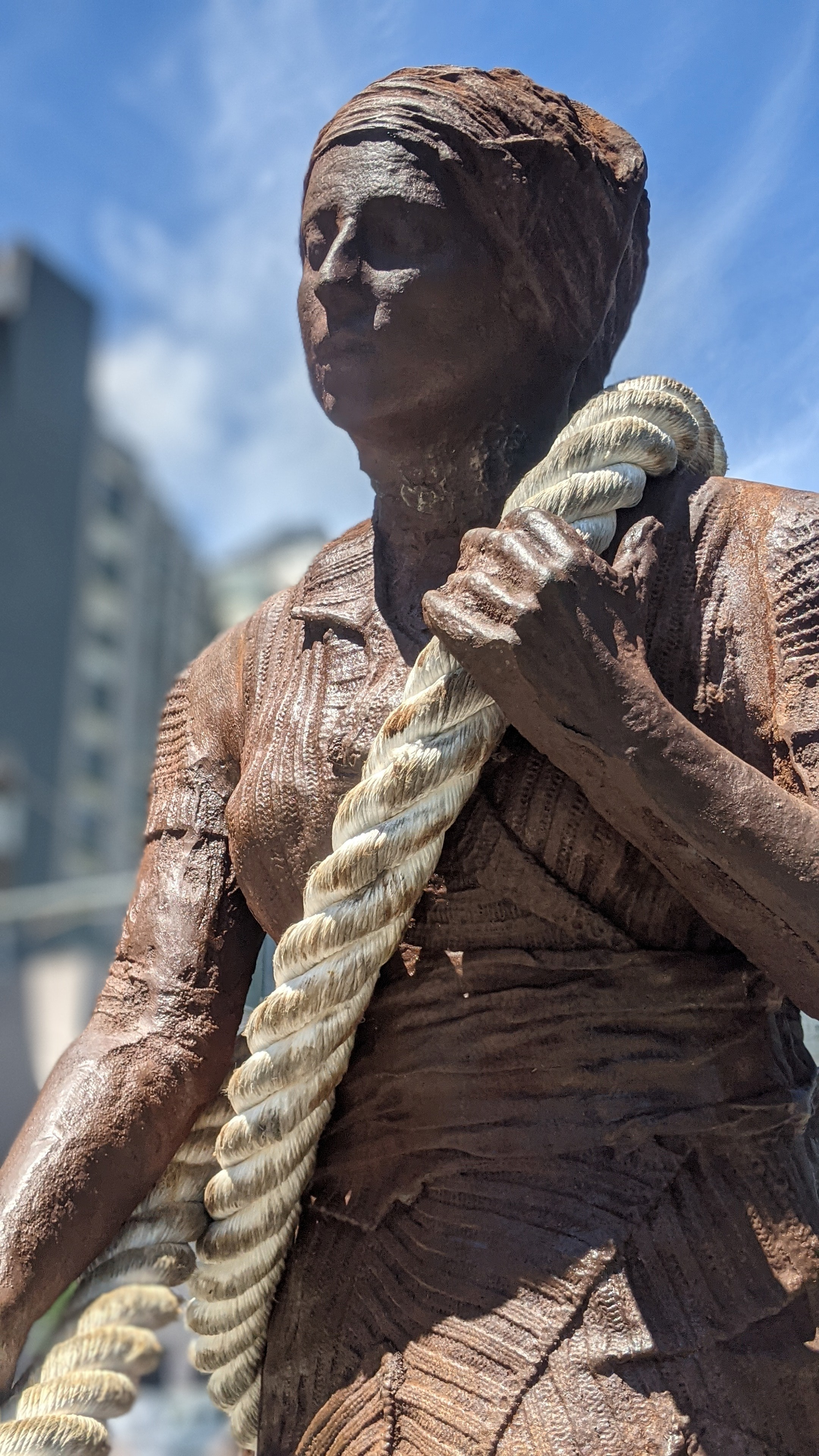
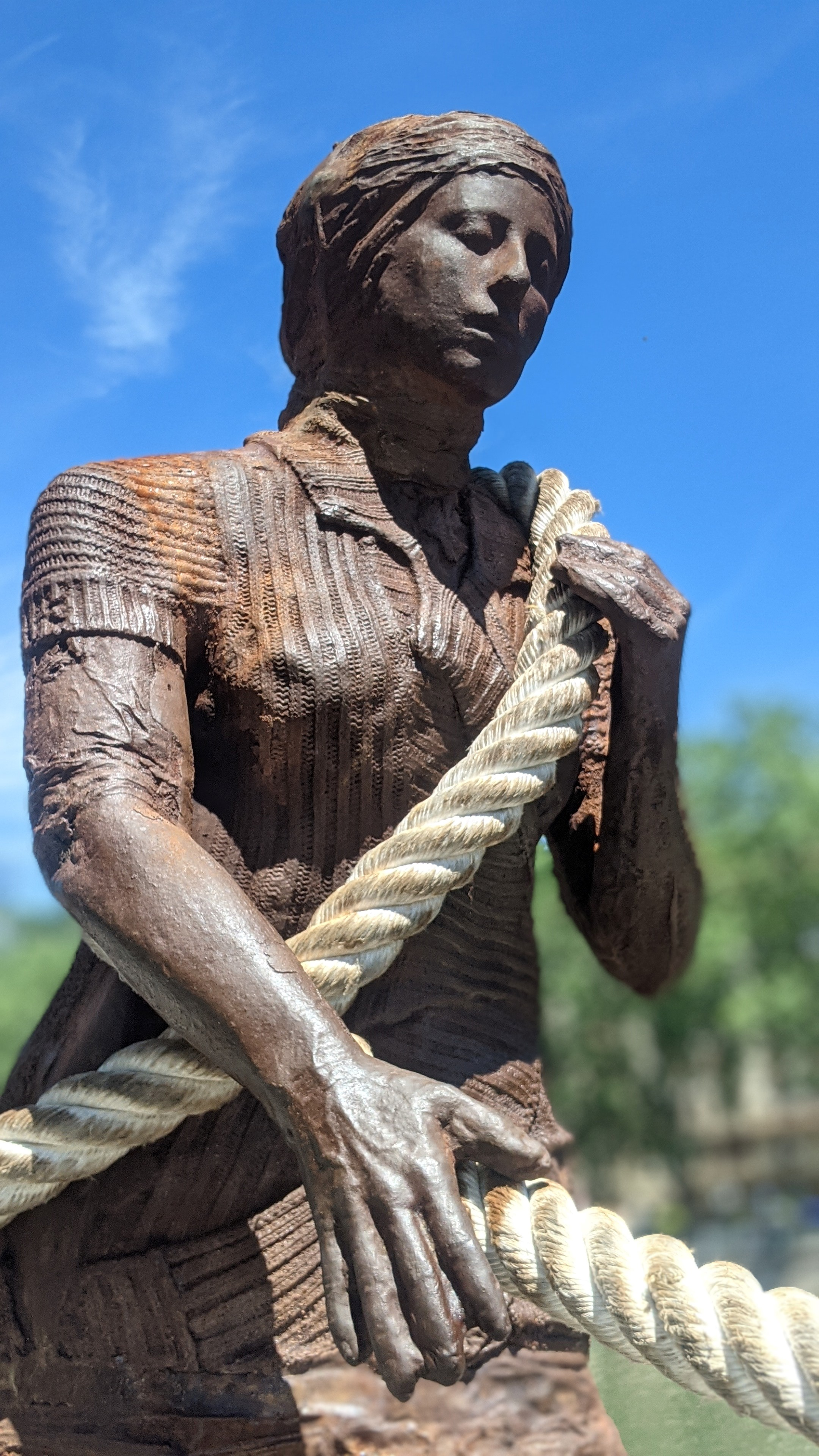
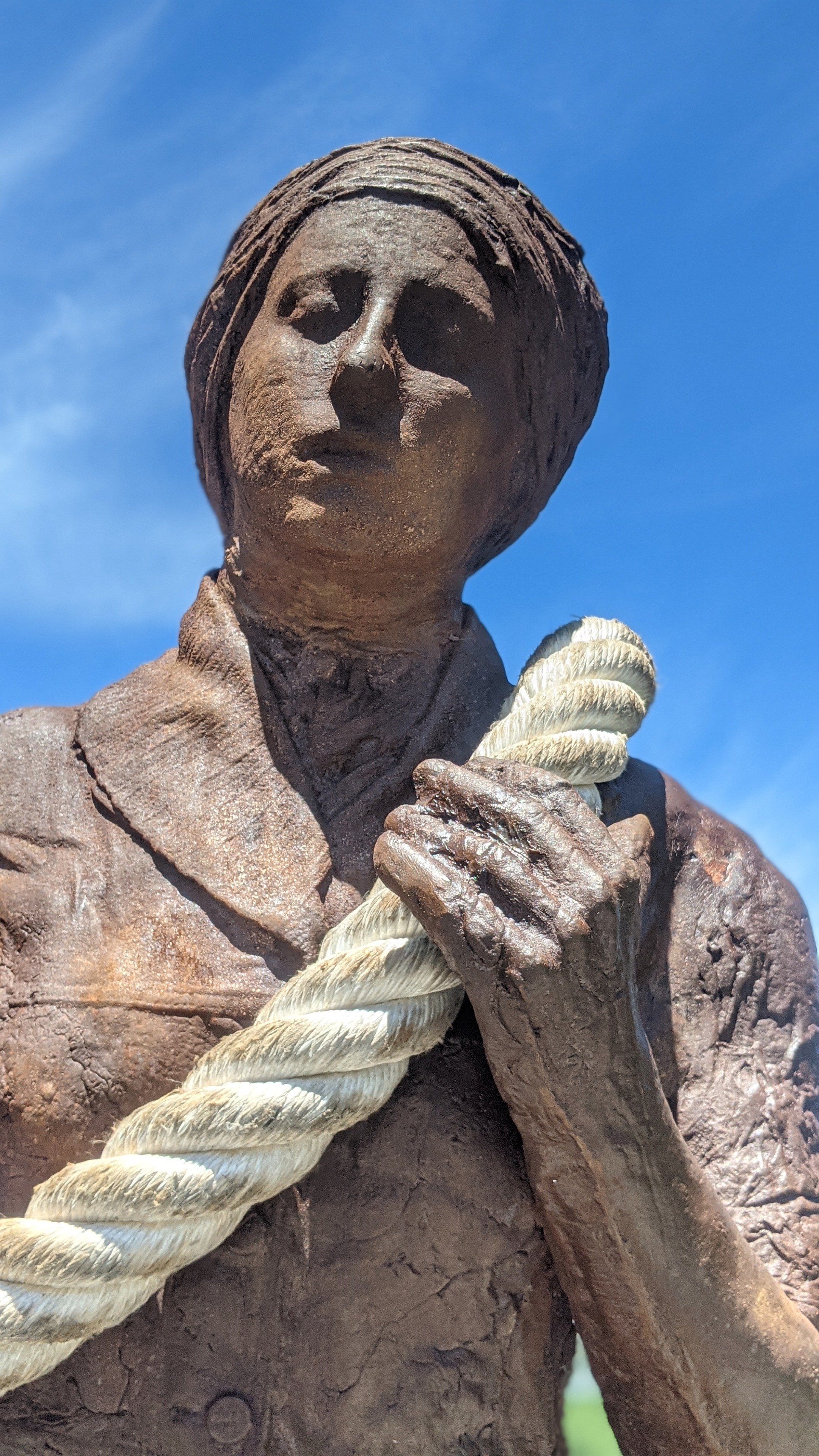
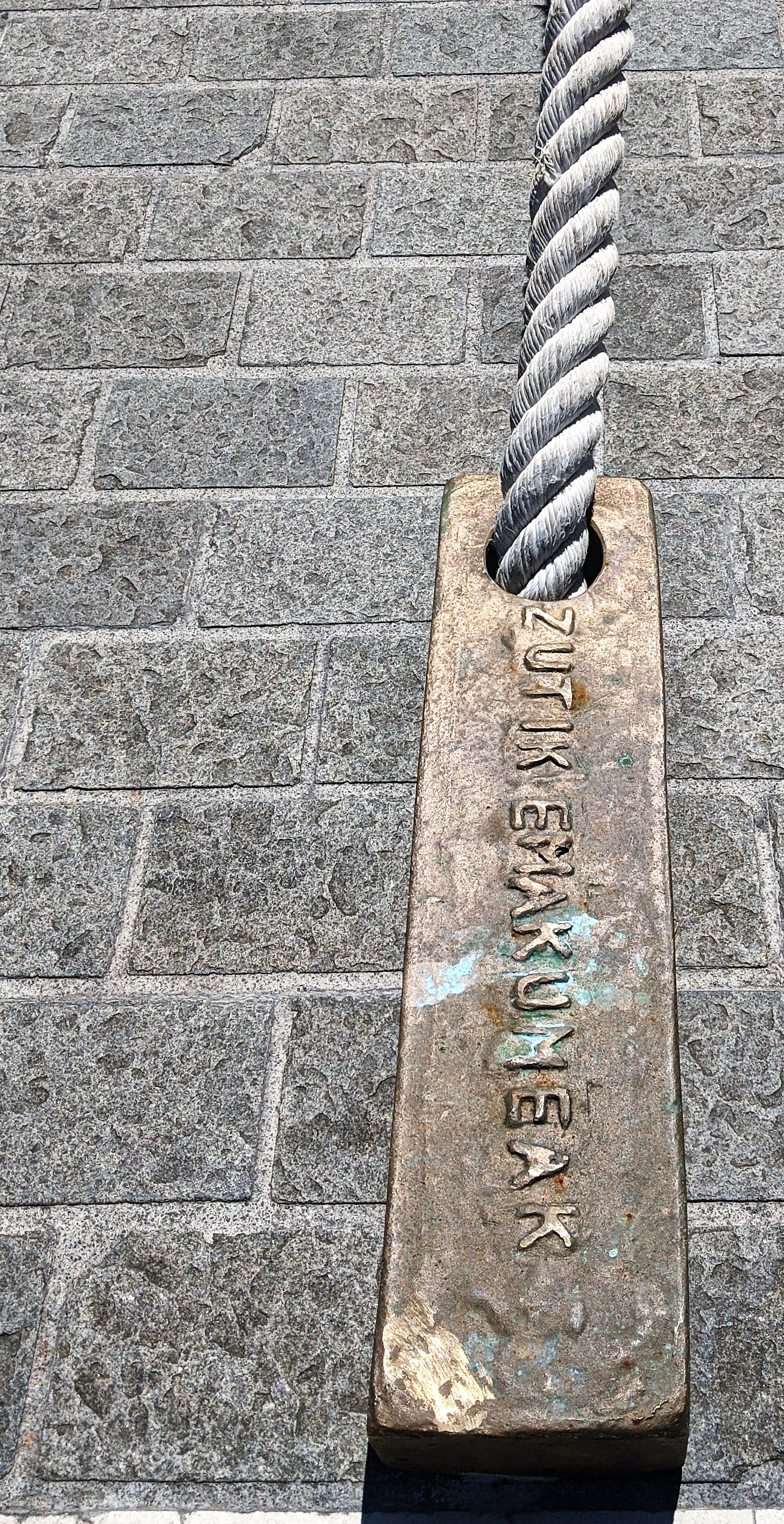
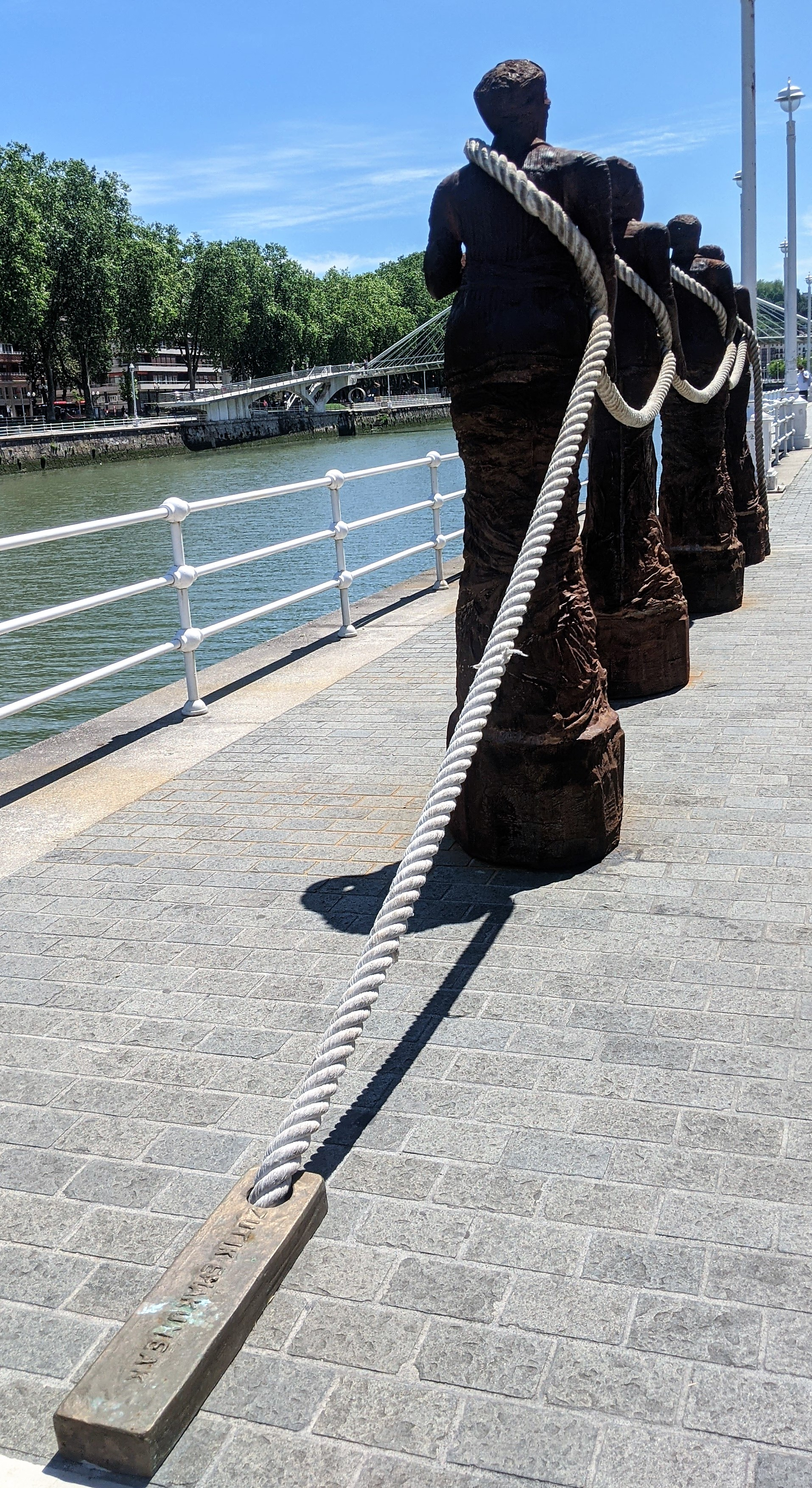